# Maison Farnèse
 (juillet 2024).
Si vous disposez d'ouvrages ou d'articles de référence ou si vous connaissez des sites web de qualité traitant du thème abordé ici, merci de compléter l'article en donnant les références utiles à sa vérifiabilité et en les liant à la section « Notes et références ».
Pour les articles homonymes, voir Farnese.
La maison Farnèse est une ancienne famille ducale souveraine d'Italie.
Elle a fourni plusieurs généraux à différents États italiens, ainsi qu'un pape, Paul III, et a longtemps régné sur Parme et Plaisance, notamment sous la forme du duché de Parme et Plaisance.

## Histoire

### Présentation

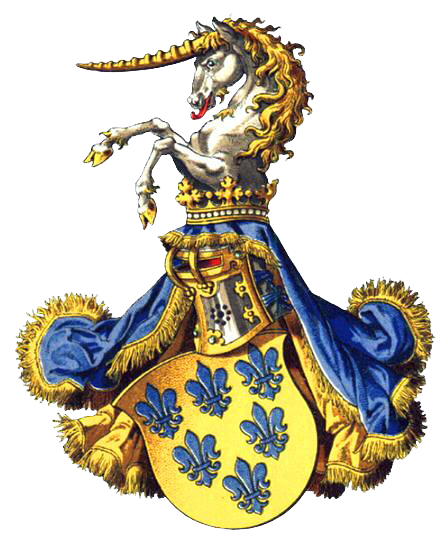
Armes familiales : d'or à six fleurs de lys d'azur.

La famille Farnèse est une ancienne famille romaine dont les possessions sont regroupées autour du lac de Bolsena. C'est une famille italienne de seigneurs puis de ducs, originaire du Latium dans les États pontificaux et de Toscane qui donne de nombreux militaires de l’armée pontificale et des armées de Florence, de Venise, de Naples et de Sienne, un vice-roi en Espagne, ainsi que des gouverneurs en Italie, aux Pays-Bas et en Espagne, des sénateurs, des évêques, des cardinaux, des religieuses et un pape dont descend la lignée la plus renommée qui règne sur les duchés de Parme et Plaisance et de Castro.
De nombreuses unions se nouent d'abord avec la petite noblesse italienne, puis avec les plus illustres familles de la péninsule, les Colonna, les Aldobrandini ; et ensuite avec d'autres maisons régnantes italiennes et non italiennes : Habsbourg, Aviz, Médicis, Sforza, Savoie, Este, Wittelsbach, Bourbons, Borromeo, Valois.

### Les origines de la famille
Bien qu'il n'y ait pas de preuves historiques, fort probablement les origines des Farnèse sont lombardes et leur terre d'origine serait l'antique terre de Farnetum. L'unique élément certain est qu'à partir du XIIe siècle, quand l'usage du patronyme se diffuse en Italie, la famille adopte le nom d'une de leurs plus anciennes possessions.
Les Farnèse auraient certainement disparu au contact de leurs puissants voisins, préfets de Rome, comtes d'Anguillara, seigneurs de Bisenzio, s'ils s'étaient cantonnés à leur seules terres ; c'est pour cela qu'ils commencent à partager leur activité entre leurs propriétés et les villes qui sont les seuls centres de décision et donc de pouvoir. Au XIIe siècle, ils sont qualifiés de domicelli Tuscanienses parce que leurs possessions sont situées dans le diocèse de Tuscania. Les archives d'Orvieto sont le témoignage de leur présence active dans cette ville et on les retrouve investis des charges de podestat, de consul ou d'évêque, mais leur principale activité est celle de condottiere, soit à la tête des milices municipales pour la défense de la ville, soit en prenant part aux discordes entre partis.

### Les premiers Farnèse
Les premières informations concernant les Farnese ou Farneto sont tardives (vers 1210) et font référence à l'existence de Sala, d'origine lombarde et au territoire des Farnèse faisant partie d'un fief placé sous la protection d'Orvieto. Dans cette ville, les membres de la famille étaient dénommés les seigneurs « de Farneto » et leur présence est largement documentée.
Le premier Farnèse dont nous avons des informations est un certain Pietro, consul d'Orvieto en 984.
En 1096, un autre Pietro est commandant de la cavalerie pontificale et, en 1110, il bat les armées gibelines de Toscane et il fonde très probablement le bourg de Orbetello. Il est vraisemblable que « Petrus de Farneto » qui combat les Normands dans les Pouilles en 1134 soit la même personne.
Son fils Prudenzio, consul d'Orvieto en 1154, accueille le pape Adrien IV fuyant Rome en raison de la révolte provoquée par Arnaud de Brescia. Quatre ans après, le même Prudenzio bat les exilés d'Orvieto soutenus par les gibelins siennois.
Un autre Pietro défend la ville d'Orvieto de l'empereur Henri VI.
Pepone de Pietro et Ranuce sont d'autres personnages importants de cette époque, présents au traité de paix de Venise en 1177 en qualité de représentants de la ville d'Orvieto.
En 1254, un Ranuce bat les troupes de Todi. Urbain IV le prend à son service contre Manfred de Sicile. Son fils Niccolò participe comme commandant de la cavalerie d'Orvieto, au sein des troupes de Charles Ier de Sicile, à la bataille de Bénévent du 26 février 1266 pendant laquelle Manfred trouve la mort, mettant fin à la domination souabe d'Italie. Guido Farnese (it) est évêque de la ville d'Orvieto à partir de 1302 et il fait agrandir le duomo pour conserver le corporal taché du sang du miracle de Bolsena 1263.
Les Farnèse retournent en Tuscia en 1319. Cette année-là, ils prennent possession des territoires de Farnese et d'Ischia, du château de Sala et de celui de San Savino, à proximité de Tuscania. Un autre Pietro est commandant de l'armée pendant la guerre de 1320 – 1321 contre Corneto.
En 1340, les Farnèse jurent obéissance aux défenseurs du patrimoine de saint Pierre, ainsi en 1354, en signe de gratitude pour l'aide militaire fournie au pontife pour la récupération des terres et des châteaux perdus pendant la captivité avignonnaise, le cardinal Gil Álvarez Carrillo de Albornoz concède à Puccio, Pietro et Ranuce Farnèse le territoire de Valentano.
En 1360, ces guerriers marchent sous la bannière de Pandolfo d'Anguillara, chef de la faction guelfe contre les gibelins commandés par le préfet Giovanni di Vico. En 1362, Pietro Farnèse est capitaine général des Florentins lors de la guerre contre Pise pour le contrôle de Volterra. Il remporte la victoire et un monument équestre est érigé en son honneur à Santa Maria del Fiore. Après sa mort l'année suivante, il est inhumé dans un sarcophage dans la même église.
En 1368, après l'attaque du préfet Giovanni di Vico, Niccolò Farnèse met à l'abri le pontife Urbain V d'abord dans le château de Viterbe puis dans celui de Montefiascone. Ces preuves de fidélité permettent à la famille d’obtenir la confirmation des possessions mises sous leur autorité et d'obtenir une série de privilèges de la part de la chambre apostolique. Cette promotion sociale leur permet de s'apparenter avec les principales familles de l'époque (les Orsini, les Savelli, les Colonna, les Monaldeschi et les Sforza de Santa Fiora) et d'instaurer des rapports diplomatiques avec les seigneuries de villes importantes comme Sienne en se présentant comme la famille dominante du Alto Lazio.

### L’ascension de la famille
Au XVe siècle, on assiste à une montée en puissance de la famille si bien que le territoire placé sous leur influence s'étend jusqu'au bord occidental du lac de Bolsena, y compris les deux îles, Martana et Bisentina, et la bande de territoire comprise entre les collines Vulsini et la mer, jusqu'à Montalto. Le promoteur de cette nouvelle expansion est Ranuce Farnèse le Vieux, fils de Pietro et frère de Bartolomeo, souche de la branche de Latera. Ranuce, déjà en 1408, possède le vicariat de Latera. En 1416, Sienne le nomme capitaine général de l'armée contre le comte de Pitigliano, un Orsini. Avec la victoire de 1417, Ranuce est nommé sénateur de Rome. En raison de l'amitié avec la famille Colonna et en particulier avec Martin V, il reçoit le château de Piansano, puis grâce aux faveurs du pape Eugène IV, il accumule des richesses importantes prenant possession des terres de Valturano, de Latera, le château de Marta, de Montalto, une partie des territoires de Tessennano, Canino et Gradoli entre 1431 et 1436. En 1434, le même pape lui confère les insignes de la rose d'or et le gonfalon de l'Église. Ranuce épouse Agnese Monaldeschi et, parmi leurs nombreux enfants, on peut citer : Pier Luigi (Pierre-Louis), Gabriele Francesco (Gabriel-François) qui par la suite épouse Isabella Orsini, à l'origine de la branche qui continue l'action militaire de la famille, branche qui s'éteint à la troisième génération. Ranuce meurt le 10 août 1450.
Après la mort de Ranuce le Vieux, la politique de rapprochement de la famille avec la cour papale se poursuit. Par le mariage de Pier Luigi Seniore, fils de Ranuce avec Giovanella Caetani, fille d'Onorato, seigneur de Sermoneta, les Farnèse sont apparentés avec une descendante du pape Boniface VIII et donc avec une grande partie de la noblesse romaine. De ce mariage naissent cinq enfants : Angelo, Alessandro, Girolama, Beatrice et Giulia « la belle ». C'est vraiment grâce à cette « grande dame » que leurs deux enfants Giulia et Alessandro se distinguent au sein de l'aristocratie romaine.
Alexandre naît le 28 février 1468 au château de Canino. Peu de temps après, les Farnèse quittent cette résidence pour s'installer à Valentano. De 1487 à 1489, Alexandre étudie auprès de l'humaniste Pomponio Leto à Rome puis à l'Académie de Laurent de Médicis à Florence où il brille par son intelligence. En 1491, il est secrétaire et notaire apostolique et, l'année suivante, trésorier apostolique. En 1493, le pape Alexandre VI Borgia lui confère le titre de cardinal. À Rome, il n'est question que des intrigues entre le pape et Giulia « la belle », sœur d'Alexandre. Le fameux Pasquino s'enflamme contre Alexandre et Hippolyte d'Este, les deux nouveaux cardinaux avec ce quatrain : Alexandre, tu dois à ta sœur/Giulia le fait d'être cardinal, que la jupe/leva, et toi, Hippolyte, à la mère/Adriana, qui un temps fut si belle. Malgré ces médisances sa carrière ne s'interrompt pas et en 1494 il est nommé légat du patrimoine de saint Pierre en Tuscia. Enfin, même s'il n'est pas encore prêtre, il est nommé évêque de Corneto et Montefiascone en 1499.
Alors qu'Alexandre suit son chemin à la cour du pape Borgia, Giulia se partage entre le fief de son mari Orsino Orsini et la chambre d'Alexandre VI. Girolama est mariée à un Pucci de Florence et Angelo, l'aîné des fils de Pier Luigi Seniore (mort en 1489), assume le poste de « chef de clan » depuis le château de Valentano. En 1488, à l'occasion du mariage avec Lella, fille de Nicola Orsini de Pitigliano, leur demeure s'enrichit d'une splendide cour avec des colonnes inférieures et une loggia supérieure. Sur les chapiteaux des colonnes, outre les armes des deux familles, sont sculptés les vœux de fertilité et de prospérité du couple avec la représentation allégorique des fleurs de lys farnésiens. Angelo Farnèse meurt en 1494 à Capodimonte et Lella Orsini, pour être fidèle au serment du mariage, devient sœur recluse dans le couvent des Murate (emmurés) de Florence.
Même si Alexandre est considéré comme une créature du pape Borgia, son successeur et adversaire le pape Jules II le garde à ses côtés en le nommant légat des Marches à Ancône en 1502. Au cours de cette période, il a une relation illicite avec Silvia Ruffini, veuve de Giovanni Battista Crispo avec laquelle il a quatre enfants : Pier Luigi (1503) et Paolo (1504) légitimé par Jules II, Ranuce et Costanza. En 1509, il est nommé évêque de Parme et le jour de noël de 1519, il célèbre la première messe après son ordination. Le 13 octobre 1534, à l'âge de 66 ans, après un conclave qui dure deux jours, il monte sur le trône papal avec le nom de Paul III. Le nouveau pape encourage le développement de nouvelles congrégations religieuses : l'ordre des Théatins, les Barnabites et les Ursulines. Il soutient également, par la bulle papale Regimi militantis ecclesiæ du 27 septembre 1540, la compagnie de Jésus et la congrégation de l'Inquisition romaine, créée pour lutter avec les pleins pouvoirs contre l'hérésie. Son pontificat est entaché de népotisme, immédiatement après son élection, il nomme cardinaux ses petits-fils Alexandre, fils de Pier Luigi, et Guidascanio Sforza, fils de Costanza. Mais sa créature préférée reste son fils aîné, Pier Luigi, marié à Gerolama Orsini de Pitigliano en 1519.
Alexandre Farnèse, fils aîné de Pier Luigi, naît au château de Valentano le 7 octobre 1520. Il devient cardinal à l'âge de quatorze ans et il est immédiatement destiné à l’évêché de Parme. Les bénéfices laïcs et ecclésiastiques dont il jouit sont évalués à cinq cent mille écus par an. Cette somme importante lui permet de s’imposer dans la seconde moitié du XVIe siècle comme un grand mécène. En 1539, il est envoyé en Espagne comme représentant du Saint-Siège apostolique pour négocier la paix avec le roi de France, la cession de Milan et le mariage d’une fille de Charles Quint. En 1541, il est nonce apostolique à Avignon et évêque de plusieurs diocèses. En 1550, il est un partisan de l'élection de Jules III qui le récompense en attribuant définitivement à son frère Octave le duché de Parme et Plaisance. Alexandre Farnèse meurt le 4 mars 1589.

### Le duché de Castro
Paul III nomme son fils Pier Luigi gonfalonier de la sainte Église romaine et, en 1537, il lui octroie le titre de duc de Castro ce qui lui confère les pleins pouvoirs dans les anciennes possessions comprise entre la mer Tyrrhénienne et le lac de Bolsena (Castro, Montalto, Musignano, Ponte della Badia, Canino, Cellere, Pianiano, Arlena, Tessennano, Piansano, Valentano, Ischia, Gradoli, Grotte, Borghetto, Bisenzio, Capodimonte, Marta, les îles de Bisentina et de Martana) et du comté de Ronciglione (Ronciglione même, Caprarola, Nepi, Carbognano, Fabrica di Roma, Canepina, Vallerano, Vignanello, Corchiano, Castel Sant'Elia).
Castro est choisi comme capitale du nouveau duché, c'est pour cette raison que Castro possède sur son écusson les insignes des Farnèse, le lion rampant, trois lys bleus et la devise « Castrum Civitas Fidelis ». Pier Luigi Farnèse confie à Antonio da Sangallo le Jeune la reconstruction entière de la ville. Cette même ville s'était soumise, en 1527, à Pier Luigi Farnèse provoquant la colère du pape Clément VII qui envoya des troupes la reconquérir, un saccage s'ensuivit.

### Le duché de Parme et Plaisance

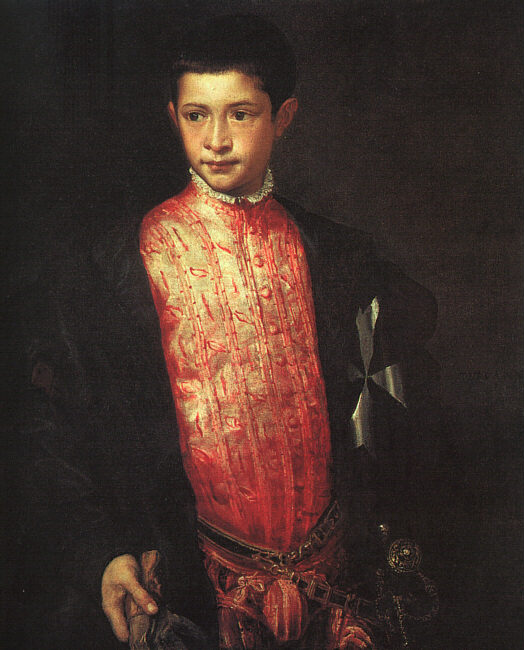
Cardinal Ranuccio Farnese.
Œuvre du Titien, 1542,
National Gallery of Art, Washington.

Pour répondre à l'ambition de Pier Luigi, Paul III crée en 1545 le duché de Parme et Plaisance qu'il confie à son fils, Pier Luigi abandonne Castro et s'établit à Parme en laissant derrière lui les territoires de la chambre apostolique pour un duché qui est presque une principauté. Cependant Pier Luigi n'est pas accepté par ses nouveaux sujets et le 10 septembre 1547, il est assassiné à Plaisance par un groupe d'hommes sous le commandement de Giovanni Anguissola qui est commandité par Charles Quint, son corps est jeté dans le fossé qui entoure le palais ducal. Sa veuve, la duchesse Gerolama Orsini, fait ramener le corps de son mari dans le tombeau de famille sur l'île de Bisentina. La nouvelle de la mort est un coup terrible pour le pape, d'autant plus qu'elle provoque un conflit avec l'empereur Charles Quint qui veut prendre possession du duché. L'installation sur le trône ducal d'Octave Farnèse, fils de Pier Luigi, par Paul III résout la crise.
Le 10 novembre 1549, à l’âge de 81 ans, après quinze ans de pontificat, Paul III s’éteint, c'est son petit-fils Alexandre qui représentera désormais la famille Farnèse à Rome au cours des cinquante ans suivants.
En 1538, Octave épouse Marguerite d’Autriche, fille bâtarde de Charles Quint. Il doit défendre le duché de Parme et Plaisance des invasions des troupes impériales et papales, réaffirmant ainsi sa propre autorité. C'est lui qui, avec un accord politique avec Philippe II d'Espagne, confirme définitivement le pouvoir des Farnèse sur le duché et réussit à maintenir sur ses emblèmes la hampe de gonfalonier de la sainte Église romaine (1566) en reconnaissance du pouvoir accordé par le Saint-Siège.
Quand Octave meurt en 1586, son fils Alexandre, le célèbre général de son oncle Philippe Ier de Portugal dit Philippe II d'Espagne (1545 – 1592) lui succède sur le trône parmesan. Il est marié à Marie, infante de Portugal, petite-fille par les mâles d'Emmanuel Ier de Portugal. Le duc régnant participe à la bataille de Lépante en 1571 aux côtés de Marcantonio Colonna et à d’autres batailles contre les musulmans dans les Balkans. Ses actions militaires le mènent au grade de général-commandant durant la guerre de Flandre et il participe aux guerres de Religion en France où il trouve la mort en 1592 des suites de ses blessures.
Le duc Ranuce Ier succède à Alexandre sur le petit trône de Parme et non à la couronne de Portugal à laquelle il avait droit. En effet, c'est sa mère, Marie, infante de Portugal, duchesse de Parme par son mariage, qui a, en 1580, le droit d'aînesse sur la couronne portugaise, mais elle décède peu avant cette date.  Il se résigne donc à gouverner son petit duché avec une poigne de fer pendant trente ans, mais contribue à l'évolution économique et urbaine de Parme. En 1599, il épouse Marguerite Aldobrandini, nièce du pape Clément VIII. En 1611, il dénonce une conjuration à son encontre et fait arrêter de nombreux nobles. Un procès condamne les conjurés à la décapitation et à la confiscation de leurs biens. Le duc meurt en 1622 à l'âge de 52 ans.
Son fils Édouard, âgé à peine de dix ans, lui succède. La régence du duché est assurée par sa mère Marguerite Aldobrandini et par son oncle le cardinal Édouard Farnèse. En 1628, Édouard Ier épouse Marguerite de Médicis. En 1636, il est impliqué dans la guerre entre la France et l’Espagne et, à cette occasion, il subit une cuisante défaite. Seule l’intervention du pape et du grand-duc de Toscane sauve son duché. En 1641, il utilise la rente des terres du Latium pour garantir les très importants emprunts pour la création du Monte farnesiani. L'absence du versement des remboursements est la cause de la première guerre de Castro contre le pape Urbain VIII Barberini. Seule l’intervention de la France rétablit la paix entre les deux belligérants (1644). Édouard meurt en 1646.
Son fils Ranuce II, alors âgé de seize ans, succède à Édouard. Durant son règne, les Farnèse perdent Castro en raison du népotisme de Paul III qui avait provoqué la haine de nombreuses maisons nobles italiennes.
Le 3 décembre 1649, Giulio Spinola, gouverneur de Viterbe et recteur du patrimoine de saint Pierre de Tuscia, communique au pape Innocent X Pamphili la nouvelle de la destruction de la ville de Castro. Le prétexte de cette décision remonte au 18 mars de la même année : deux tueurs (Domenico Cocchi de Valentano et Ranuce Zambrini de Gradoli) ont tué, à proximité de Monterosi, le père barnabite Cristoforo Giarda, nommé évêque de Castro contre le vouloir des Farnèse. Innocent X excommunie alors les mandataires et les exécutants du délit, reconnaissant en Ranuce II un des mandataires. Il fait ensuite occuper le duché de Castro. Innocent X, en ne respectant pas les pactes de reddition établis le 2 septembre 1649 entre Sansone Asinelli, commandant de la garnison de Castro, et le commandant des troupes pontificales, Davide Vidman, programme non seulement la destruction des fortifications mais aussi la destruction totale de la ville, y compris les nombreux lieux de culte. Selon la coutume, du sel est répandu sur les ruines de la ville et on érige une colonne sur laquelle est écrit « Ici était Castro ». À la suite de cette destruction, les Farnèse disparaissent de la Tuschia. L'appartenance de Castro et de Ronciglione à l'Église de Rome est effectif en 1667 par le pape Clément IX.
Ranuce II se marie trois fois, la première fois avec Marguerite-Yolande de Savoie (1659) morte trois ans plus tard, la seconde fois avec Isabelle d'Este et la troisième fois avec Maria d'Este. Ranuce meurt en 1694.
François Farnèse, né en 1678, successeur de Ranuce II et mari de la veuve du prince Édouard II, Dorothée Sophie de Neubourg est reconnu comme un fin politique pour avoir permis le mariage entre sa nièce Élisabeth et le roi Philippe V d'Espagne.
Après sa mort brutale en 1727, le duché passe sous la régence d'Antoine Farnèse, né en 1679. En 1728, Antoine épouse Enrichetta d'Este mais il meurt en 1731 sans laisser d'héritier. Avec lui, s'éteint la lignée masculine de la famille Farnèse.

#### Sépultures
Marie-Louise d'Autriche, duchesse de Parme, fait rassembler dans la crypte de la basilique Santa Maria della Steccata, les restes des dépouilles des ducs de Parme qui étaient alors dispersés dans différentes églises. Cette crypte peut être aujourd'hui visitée.

#### L'organisation militaire sous les ducs Farnèse
L'armée est commandée par le duc assisté par un général qui assure le commandement des milices, celui-ci est chargé de la réalisation des exercices militaires et du paiement de la solde. L'infanterie de la milice est divisée en régiments appelés Turzi, au nombre de six pour Parme et quatre pour Plaisance, assistée de compagnies de carabiniers à cheval et de cuirassiers.

## Arts et architecture

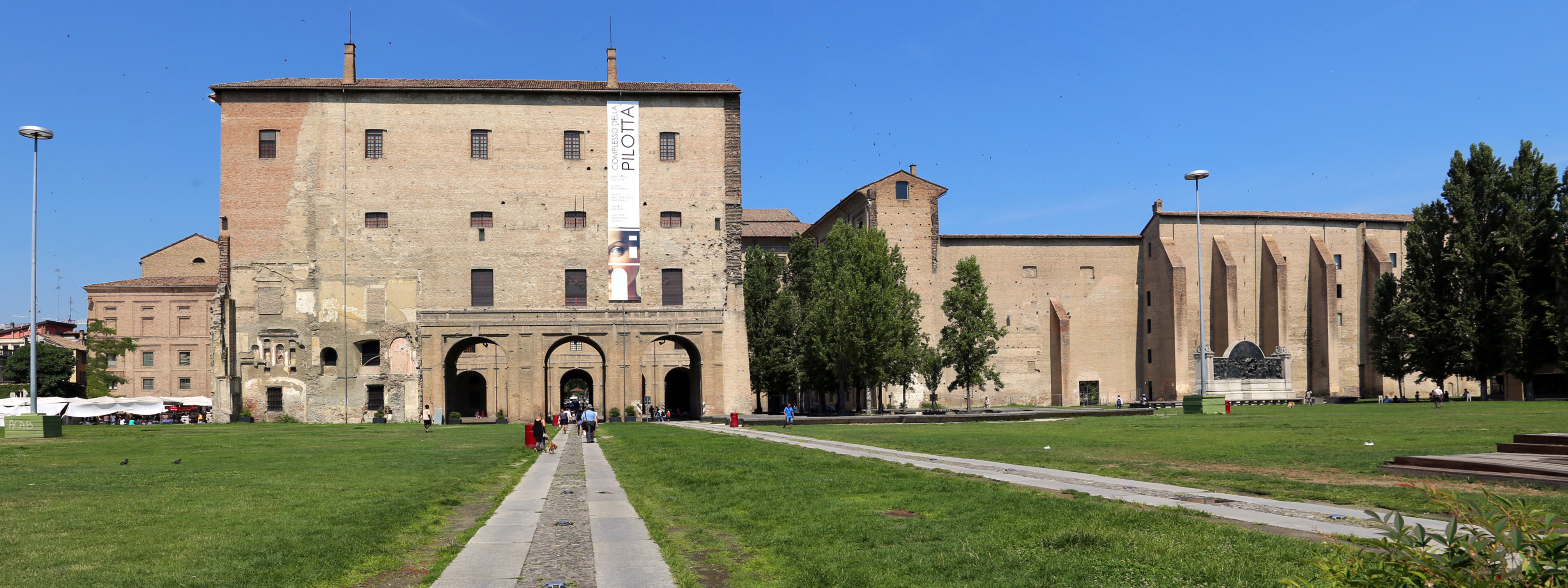
Le Palazzo della Pilotta à Parme.

La famille Farnèse fut influente lors de la Renaissance en Italie.
Elle est célèbre par la protection qu'elle donna aux arts. Elle possédait à Rome un palais, le palais Farnèse, où elle a constitué une collection des chefs-d'œuvre de la sculpture antique. On connaît surtout le Taureau Farnèse, aujourd'hui à Naples ; La Flore, L'Hercule, Le Gladiateur, dits aussi « Farnèse ».
De nombreux monuments architecturaux portent la marque et sont associés avec cette famille, que ce soit dans la construction ou l'acquisition. Ainsi :
- le palais Farnèse à Rome ;
- la villa Farnèse à Caprarola ;
- le palais de Colorno à Colorno.

En 1734, Charles quitte Parme pour Naples emmenant avec lui les très nombreuses œuvres des Farnèse qui sont visibles notamment au musée Capodimonte de Naples.

## Armoiries
| Figure | Date et blasonnement |
|        | La famille Farnèse d'or à six fleurs de lys d'azur. |
|        | de 1545 à 1586 d'or, à six fleurs de lys d'azur, en deux pals de part et d'autre au pal brochant de gueules, à l’ombrelle à galons d'or, la tige en forme de lance chargée de deux clefs en sautoir avec les pannetons tournés vers l'extérieur et vers le haut, l'une d’or et l'autre d’argent, liées d'azur (qui est le Gonfalon de l'Eglise). |
|        | de 1586 à 1592 écartelé, en 1 et 4 d'or, à six fleurs de lys d'azur, en 2 et 4 (Habsbourg) parti de gueules à la fasce d'argent (Autriche) et bandé d'or et d'azur de six pièces à la bordure de gueules (Bourgogne Ancient) ; au pal brochant de gueules, à l’ombrelle à galons d'or, la tige en forme de lance chargée de deux clefs en sautoir avec les pannetons tournés vers l'extérieur et vers le haut, l'une d’or et l'autre d’argent, liées d'azur (qui est le Gonfalon de l'Eglise). |
|        | de 1592 à 1731 écartelé, en 1 et 4 d'or, à six fleurs de lys d'azur, en 2 et 4 parti de gueules à la fasce d'argent et bandé d'or et d'azur de six pièces à la bordure de gueules ; au pal brochant de gueules, à l’ombrelle à galons d'or, la tige en forme de lance chargée de deux clefs en sautoir avec les pannetons tournés vers l'extérieur et vers le haut, l'une d’or et l'autre d’argent, liées d'azur (qui est le Gonfalon de l'Eglise) ; sur le tout d'argent aux cinq écus d'azur disposés en croix, chaque écu semé de besants d'argent, à la bordure de gueules chargée d'onze châteaux d'or. |

## Généalogie
- Niccolò Farnèse († 3 février 1339)
  - Piero Farnèse († 1363)
  - Ranuccio Farnèse
    - Piero von Montalto
      - Ranuccio Farnèse
        - Pier Luigi Farnèse († 1487)
          - Bartolomeo von Montalto
          - Giulia Farnèse
          - Alessandro Farnèse (Paul III) (1468 – 1549)
            - Pierre-Louis Farnèse (1503 – 1547)
              - Horace Farnèse († 1553)
              - Alexandre Farnèse (1520 – 1589)
              - Victoire Farnèse (1521 – 1602)
              - Octave Farnèse (1524 – 1586)
                - Alexandre Farnèse (1545 – 1592)
                  - Margherita Farnèse (1567 – 1643)
                  - Ranuce Ier Farnèse (1569 – 1622)
                    - Alessandro Farnèse (1610 – 1630)
                    - Édouard Ier Farnèse (1612 – 1646)
                      - Ranuccio II Farnèse (1630 – 1694)
                        - Marguerite-Marie Farnèse (1664 – 1718)
                        - Édouard II Farnèse (1666 – 1693)
                          - Élisabeth Farnèse (1692 – 1766)

                        - François Farnèse (1678 – 1727)
                        - Antoine Farnèse (1679 – 1731)
                        - Alexandre Farnèse (1635 – 1689)
                        - Orazio Farnèse (1636 – 1656)
                        - Piero Farnèse (1639 – 1677)

                      - Maria Farnèse (1615 – 1646)

                    - Vittoria Farnèse (1618 – 1649)
                    - Francesco Farnèse (1620 – 1647)

                  - Oduardo Farnèse (1573 – 1626)

              - Ranuccio Farnèse (1530 – 1565)

            - Ranuce Farnèse († 1529)
            - Costanza Farnèse

## Personnalités
- Pierre Farnèse († 1415)
- Ranuce Farnèse (1390 – 1450), seigneur de Farnèse
- Pierre Louis Farnèse (it) (1435 – 1487)
- Pape Paul III, né Alexandre Farnèse (1468 – 1549)
- Giulia Farnèse
- Pierre Louis Farnèse (1503 – 1547), premier duc de Parme
- Alexandre Farnèse (1520 – 1589), cardinal
- Octave Farnèse (1524 – 1586), second duc de Parme
- Ranuce Farnèse (1530 – 1565), cardinal
- Alexandre Farnèse (1545 – 1592), troisième duc de Parme
- Ranuce Ier Farnèse (1569 – 1622), quatrième duc de Parme
- Édouard Ier Farnèse (1612 – 1646), cinquième duc de Parme
- Ranuce II Farnèse (1630 – 1694), sixième duc de Parme
- Alexandre Farnèse (1635 – 1689)
- Édouard II Farnèse (1666 – 1693)
- François Farnèse (1678 – 1727), septième duc de Parme
- Antoine Farnèse (1679 – 1731), huitième duc de Parme
- Élisabeth Farnèse (1692 – 1766), reine d'Espagne, épouse de Philippe V d'Espagne

### Source
- (it) Cet article est partiellement ou en totalité issu de l’article de Wikipédia en italien intitulé « Farnese » (voir la liste des auteurs).